# Federação de Voleibol da Bielorrússia
A Federação de Voleibol da Bielorrússia  (em bielorrusso:Bielorusskaia Volejbola Federatsija BVF) é  uma organização fundada em 1991 que governa a pratica de voleibol na Bielorrússia, sendo membro da Federação Internacional de Voleibol e da Confederação Europeia de Voleibol, a entidade é responsável por  organizar  os campeonatos nacionais de  voleibol masculino e feminino no país.